# Enialio

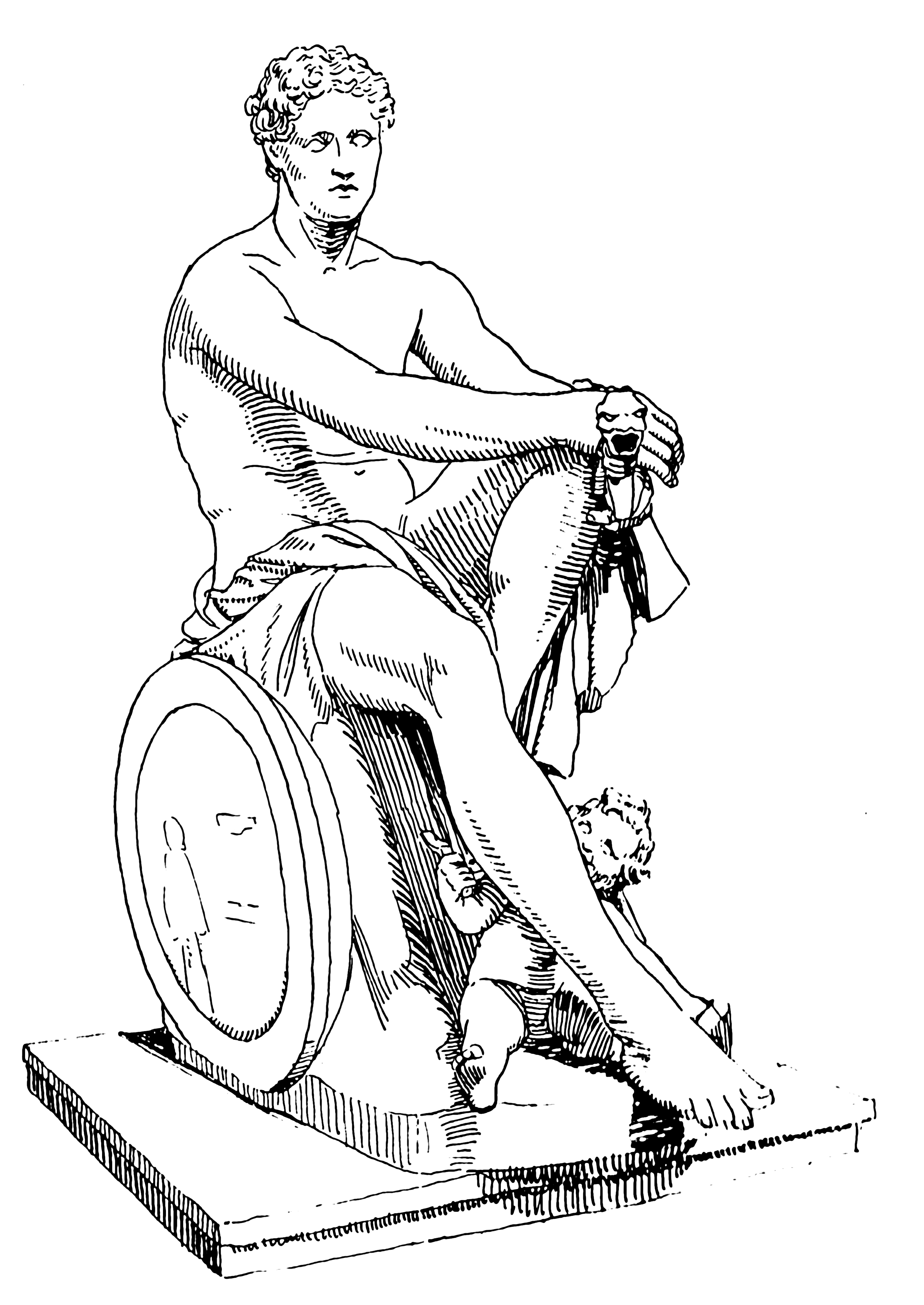
Enialio

Enialio (griego: Ἐνυάλιος, Enyálios; griego micénico 𐀁𐀝𐀷𐀪𐀍, e-nu-wa-ri-jo) era un dios de la mitología griega, generalmente considerado como hijo de Ares y Enío. En otras ocasiones, era un apelativo con el que se referían a Ares, el dios de la guerra.  En la época micénica, Ares y Enialio eran diferenciadas como deidades separadas. En época clásica se mezclaba su identificación; en ocasiones era considerado como el mismo Ares o como el hijo del dios. En Roma era identificado con el dios Quirino. 
Tzetzes dice, por ejemplo, que: 
«Enialio es un dios militar. Según algunos, se trata del propio Ares, el hijo de Enío o de Hera. Para otros es un hijo de Ares y para otros más se trata tan sólo de su asistente».

## En época micénica
El nombre de Enialio esta atestiguado en la tablilla micenica KN V52. el nombre 𐀁𐀝𐀷𐀪𐀍 , e-nu-wa-ri-jo, es considerado el micénico de Enialio.

## En época griega
Enialio se menciona nueve veces en la Ilíada de Homero y en cuatro de ellos se encuentra en la misma fórmula que describe Meriones, que es uno de los líderes de los guerreros de Creta. Homero llama a Ares por el epíteto Enialios en Ilíada, libro xx.
El poeta Alcmán de Esparta a veces identificaba a Ares con Enialio y otras lo diferenciaba, A veces era hijo de Ares y Enío y otras veces como hijo de Cronos y Rea; según indica un escoliasta de Homero.
Aristófanes (en La paz) ve a Ares y Enialio como dioses separados de la guerra.

En Atenas, en el juramento de los efebos, Enialio es uno de los dioses que atestiguan el juramento.
Sean testigos estos dioses: Agraulo, Enialio, Ares, Zeus, Taló, Auxo, Hegémone. 
En la Anábasis, Jenofonte menciona que los mercenarios griegos lanzan un grito de guerra a Enialio mientras cargaban contra el ejército persa.

En el libro III de las Argonáuticas, Jasón consigue que los guerreros ctónicos (nacidos de la tierra) luchen entre ellos arrojando una piedra en medio de ellos:
Pero Jasón recordó los consejos de Medea llenos de arte, y tomó de la llanura una enorme roca redonda, un terrible tejo de Ares Enialio; cuatro jóvenes leales no podrían haberlo levantado del suelo ni siquiera un poco.
Plutarco, en Moralia (siglo II), narra la valentía de las mujeres de Argos (en donde destaca Telesila), en el siglo V a. C., que rechazaron los ataques del rey Cleómenes I de Esparta. Los supervivientes erigieron un templo a Ares Enialio junto al camino donde cayeron:
Después de que se salvó la ciudad, enterraron a las mujeres que habían caído en la batalla por el camino argivo, y como un monumento a los logros de las mujeres que se salvaron, dedicaron un templo a Ares Enialio … Hasta el día de hoy celebran el festival de la infamia (Hybristika) en el aniversario (de la batalla), vistiendo a las mujeres con túnicas y mantos de hombres y a los hombres con vestidos y tocados de mujer.
Según Pausanias (III 15,7), los lacedemonios creían que al encadenar a Enialio evitarían que el dios abandonara Esparta. Pausanias también menciona se sacrificaban a cachorros en honor a Enialio en Esparta.

## En época romana
La historia de Polibio representa al dios romano Marte por el griego Ares, pero al dios romano Quirino por Enialio, y escritores posteriores como Dionisio de Halicarnaso hacen las mismas identificaciones, tal vez solo porque tenía sentido que un dios romano que a veces se confundía con Marte y a veces diferenciado debería representarse en griego con un nombre que a veces se equiparaba de manera similar con Ares (que definitivamente se correspondía con Marte) y a veces se diferenciaba.
Josefo en sus Antigüedades 4, (3) afirma después de contar la historia de la Torre de Babel:
Pero en cuanto al plan de Sinar, en el país de Babilonia, Hestieo lo menciona, cuando dice así: "Los sacerdotes que se salvaron tomaron los vasos sagrados de Zeus Enialio y llegaron a Sinar de Babilonia".
Juan Malalas, en cambio, dice que de la unión entre Poseidón y Libia nacieron Agénor, Belo y Enialio, si es que este Enialio es el mismo al que estamos acostumbrados.